# Satsuma, Kagoshima
Satsuma (japanska: さつま町?, Satsuma-chō) är en landskommun (köping) i Kagoshima prefektur på ön Kyūshū i södra Japan. 
Kommunen bildades 2005 genom en sammanslagning av kommunerna Satsuma (skrivet 薩摩町), Miyanojō och Tsuruda.